# 2018년 아시안 게임 역도 남자 105kg
2018년 아시안 게임 역도 남자 105kg 종목은 2018년 8월 26일 인도네시아 자카르타의 자카르타 국제 엑스포 전시장 A홀에서 진행되었다.

## 일정
모든 시간은 인도네시아 서부 표준시 (UTC+07:00) 기준이다.
| 날짜                 | 시간  | 종목 |
| -------------------- | ----- | ---- |
| 2018년 8월 26일 (일) | 17:00 | A조  |

## 기록
경기 전 기록들은 다음과 같았다.
| 세계 기록   | 인상 | 안드레이 아람나우 (BLR)    | 200kg | 중화인민공화국 베이징 | 2008년 8월 18일  |  |
| 세계 기록   | 용상 | 일리야 일린 (KAZ)          | 246kg | 러시아 그로즈니       | 2015년 12월 12일 |  |
| 세계 기록   | 총합 | 일리야 일린 (KAZ)          | 417kg | 러시아 그로즈니       | 2015년 12월 12일 |  |
|             |      |                            |       |                       |                  |  |
| 아시아 기록 | 인상 | 취웬화 (CHN)               | 195kg | 핀란드 라흐티         | 1998년 11월 14일 |  |
| 아시아 기록 | 용상 | 일리야 일린 (KAZ)          | 246kg | 러시아 그로즈니       | 2015년 12월 12일 |  |
| 아시아 기록 | 총합 | 일리야 일린 (KAZ)          | 417kg | 러시아 그로즈니       | 2015년 12월 12일 |  |
|             |      |                            |       |                       |                  |  |
| 대회 기록   | 인상 | 취웬화 (CHN)               | 195kg | 태국 방콕             | 1998년 12월 13일 |  |
| 대회 기록   | 용상 | 사이드 사이프 아사드 (QAT) | 225kg | 대한민국 부산광역시   | 2002년 10월 9일  |  |
| 대회 기록   | 총합 | 사이드 사이프 아사드 (QAT) | 417kg | 대한민국 부산광역시   | 2002년 10월 9일  |  |

## 결과
- NM — 미표기 (No mark)

| 순위 | 선수                 | 국가         | 조 | 인상 (kg) | 인상 (kg) | 인상 (kg) | 인상 (kg) | 용상 (kg) | 용상 (kg) | 용상 (kg) | 용상 (kg) | 총합 |
| 순위 | 선수                 | 국가         | 조 | 1차       | 2차       | 3차       | 결과      | 1차       | 2차       | 3차       | 결과      | 총합 |
| ---- | -------------------- | ------------ | -- | --------- | --------- | --------- | --------- | --------- | --------- | --------- | --------- | ---- |
| 1    | 루슬란 누루디노프    | 우즈베키스탄 | A  | 183       | 187       | 191       | 191       | 222       | 230       | —         | 230       | 421  |
| 2    | 살완 자심            | 이라크       | A  | 177       | 181       | 184       | 181       | 220       | 224       | 224       | 224       | 405  |
| 3    | 알리 하셰미          | 이란         | A  | 177       | 181       | 184       | 184       | 219       | 224       | 224       | 219       | 403  |
| 4    | 정기삼               | 대한민국     | A  | 175       | 180       | 180       | 180       | 215       | 220       | 221       | 215       | 395  |
| 5    | 서희엽               | 대한민국     | A  | 174       | 174       | 174       | 174       | 220       | 227       | 227       | 220       | 394  |
| 6    | 다나카 타로          | 일본         | A  | 165       | 165       | 172       | 172       | 190       | 200       | 206       | 200       | 372  |
| 7    | 자밀 아크테르        | 파키스탄     | A  | 130       | 135       | 135       | 135       | 150       | 158       | —         | 158       | 293  |
|      | 모함마드 레자 바라리 | 이란         | A  | 176       | 176       | 176       | DNF       |           |           |           | —         | —    |

## 신기록
이번 대회에서 나온 신기록은 다음과 같다.
| 용상 | 230 | 루슬란 누루디노프 (UZB) | 대회 신기록 |
| 종합 | 421 | 루슬란 누루디노프 (UZB) | 대회 신기록 |